# 前504年
| 千纪： | 前1千纪 |
| 世纪： | 前7世纪 \| 前6世纪 \| 前5世纪 |
| 年代： | 前530年代 \| 前520年代 \| 前510年代 \| 前500年代 \| 前490年代 \| 前480年代 \| 前470年代 |
| 年份： | 前509年 \| 前508年 \| 前507年 \| 前506年 \| 前505年 \| 前504年 \| 前503年 \| 前502年 \| 前501年 \| 前500年 \| 前499年                                                                                       |
| 纪年： | 周敬王十六年 魯定公六年 齊景公四十四年 晉定公八年 秦哀公三十三年 宋景公十三年 楚昭王十二年 卫灵公三十一年 陈怀公二年 蔡昭侯十五年 曹靖公二年 郑献公十年 燕简公元年 杞悼公十四年 吴王阖闾十一年 越王允常七年 |

## 大事記
- 鄭國乘楚國之敗，攻許國，擄許男斯，許國亡。
- 吳國大敗楚國水軍，楚國自郢都遷都鄀城。
- 王子朝的支持者儋翩在洛陽作亂，周敬王逃跑到晉國。
- 阳虎和鲁定公与三桓在周社盟誓，和国人在亳社盟誓，在五父之衢诅咒。